# Günter Bock (Politiker)
Günter Bock (* 28. Februar 1938 in Berlin; † 10. Juni 2007 ebenda) war ein deutscher Politiker (CDU) und von 1981 bis 1995 langjähriger Staatssekretär im Berliner Senat mit Zuständigkeiten zumeist im Sport- und Schulbereich.

## Biografie
Bock amtierte von 1981 bis 1985 als Staatssekretär für die Senatorin für Schulwesen, Jugend und Sport, Hanna-Renate Laurien, von 1985 bis 1989 für die Senatorin für Jugend und Familie, Cornelia Schmalz-Jacobsen, und schließlich von 1991 bis 1995 für den Senator für Schule, Berufsbildung und Sport, Jürgen Klemann.

## Partei und Politik
Günter Bock gehörte der CDU seit 1960 an. Von 1971 bis 1975 hatte er ein Mandat in der Bezirksverordnetenversammlung im Bezirk Schöneberg inne, ab 1972 als stellvertretender Fraktionsvorsitzender. 1975 wurde er ins Berliner Abgeordnetenhaus gewählt, dem er bis 1981 angehörte. Schwerpunkte seiner Arbeit lagen in den Gebieten Jugend und Sport.